# Mya Taylor
Mya Taylor (Houston, 28 de març de 1991) és una actriu i cantant estatunidenca, coneguda pel paper d'Alexandra a la pel·lícula Tangerine (2015).

## Primers anys
Mya Taylor va néixer el 28 de març de 1991 a Houston (Texas). Va ser criada pels seus avis cristians, que en un primer moment no sabien que havia declarat públicament la seva homosexualitat a l'escola, abans d'iniciar la transició. El 2009 els ho va explicar i va portar a una gran tensió a la llar. Taylor va deixar-los i es va traslladar a Califòrnia el maig de 2009 per viure amb un altre familiar, però la seva identitat de gènere va donar-lo a abandonar-la.
Incapaç d'assegurar una ocupació legal amb 18 anys, va ser treballadora sexual a Hollywood, una experiència similar al personatge de Tangerine. Va començar una teràpia i va ser en les seves converses amb el terapeuta quan va decidir que havia de ser fidel a si mateixa. El gener de 2013 es va definir com a transgènere. Des de llavors, ha tornat a connectar amb la seva mare, que va encunyar el seu nom, Mya. Va viure en un apartament amb qui també protagonitzaria la pel·lícula Tangerine, Kitana Kiki Rodriguez. Va ser amb 23 anys, després de cinc anys de treball sexual i després de quatre detencions per prostitució, Mya Taylor va rebre la proposta del director Sean S. Baker i del seu coguionista Chris Bergoch per protagonitzar la pel·lícula Tangerine. L'havien conegut al Centre LGBT de Los Angeles.

## Carrera
Taylor és coneguda sobretot pel paper d'Alexandra a la pel·lícula Tangerine (2015) de Sean S. Baker. Les primeres campanyes per l'Oscar a actrius obertament transgènere anaven destinades a Taylor i Kitana Kiki Rodriguez per a la pel·lícula. Taylor va guanyar el premi Gotham a l'actuació revelació per la seva interpretació en aquesta pel·lícula, convertint-se en la primera actriu obertament transgènere en guanyar-lo. També va guanyar el premi del Cercle de Crítics de Cinema de San Francisco a la millor actriu de repartiment i el premi Independent Spirit a la millor actriu secundària. Era la primera actriu obertament transgènere a guanyar un premi Independent Spirit.
El 2016 es va anunciar que l'agència ICM Partners va accedir a representar Taylor per projectes de cinema i televisió. Taylor va interpretar Marsha P. Johnson en el curtmetratge Happy Birthday, Marsha! (2016), de Reina Gossett i Sasha Wortzel. També actua en el curt Diane from the Moon (2016).

## Vida personal
Quan no està a Los Angeles, Taylor viu a Jamestown (Dakota del Nord) amb el seu xicot, James.

## Filmografia

### Cinema
| Any  | Títol                   | Paper             | Notes        |
| ---- | ----------------------- | ----------------- | ------------ |
| 2015 | Tangerine               | Alexandra         |              |
| 2016 | Happy Birthday, Marsha! | Marsha P. Johnson | Curtmetratge |
| 2016 | Diane From The Moon     | Diane             | Curtmetratge |